# Döbröce
Döbröce là một thị trấn thuộc hạt Zala, Hungary. Thị trấn này có diện tích 2,7 km², dân số năm 2010 là 68 người, mật độ 25 người/km².